# منتخب المكسيك تحت 18 سنة لهوكي الجليد للرجال
منتخب المكسيك تحت 18 سنة لهوكي الجليد للرجال هو ممثل المكسيك الرسمي في المنافسات الدولية في هوكي الجليد تحت 18 سنة.

## طالع أيضًا
- منتخب المكسيك تحت 18 سنة لهوكي الجليد للسيدات